# 容善
容善，廣東茂名人，明朝政治人物、進士出身。

## 生平
永樂二年（1404年），登進士，授北流縣知縣。